# Intelligenza ecologica
Espressione utilizzata dallo psicologo statunitense Daniel Goleman, autore di ricerche sull'intelligenza emotiva e l'intelligenza sociale, per definire quella che, dal suo punto di vista, è una prossima tappa nell'evoluzione del cervello umano.
Intelligenza ecologica è la capacità di riconoscere le molteplici connessioni che ci legano all'ambiente, è un radicale cambiamento cognitivo che implica una visione prospettica capace di cogliere anche le implicazioni del proprio operato, le ripercussioni sull'intero sistema di ogni scelta personale.
In particolare Daniel Goleman approfondisce la questione legata al consumo consapevole evidenziando il forte potere di ogni singolo individuo di influenzare le politiche di mercato attraverso i suoi acquisti. La crescente attenzione e richiesta di trasparenza da parte dei consumatori sta inducendo modalità di produzione sempre più etiche e rispettose dell'ambiente, innescando un circolo virtuoso nei cui confronti Goleman è molto ottimista. 
In senso più ampio, l'intelligenza ecologica diventa il risveglio della consapevolezza del margine di potere - individuale e collettivo - di influire sulla realtà sociale.
Intelligenza ecologica, nell'accezione di Goleman, è anche la capacità di creare network, prerogativa indispensabile per affrontare sfide troppo complesse per essere gestite da soli. L'interdisciplinarità è una delle applicazioni più evidenti dell'intelligenza ecologica in azione.